# Lycianthes ferruginea
Lycianthes ferruginea är en potatisväxtart som beskrevs av Friedrich August Georg Bitter. Lycianthes ferruginea ingår i Himmelsögonsläktet som ingår i familjen potatisväxter. Inga underarter finns listade i Catalogue of Life.